# Antoine Berman
Antoine Berman (Argenton-sur-Creuse, 24 juny 1942−1991) fou un teòric francès de la traducció. Era traductor de l'alemany i del castellà al francès. Berman se situa en la tradició de Friedrich Schleiermacher, del qual va traduir una conferència (Des différentes méthodes du traduire, 1999), i de Walter Benjamin.
Lawrence Venuti, un teòric de la traducció estatunidenc, ha utilitzat conceptes de Berman per a escriure una genealogia de la traducció en un context estatunidenc per presentar l'estratègia estrangeritzant, que habitualment és passada per alt en traducció.

## Obres destacades
- L'épreuve de l'étranger. Culture et traduction dans l'Allemagne romantique: Herder, Goethe, Schlegel, Novalis, Humboldt, Schleiermacher, Hölderlin, Gallimard, Essais, 1984.
- La traduction et la lettre, ou l'auberge du lointaine. París: Seuil, 1991.
- Pour une critique des traductions : John Donne (Obra pòstuma), Gallimard, Bibliothèque des idées, 1995.